# Trójkątna Turnia

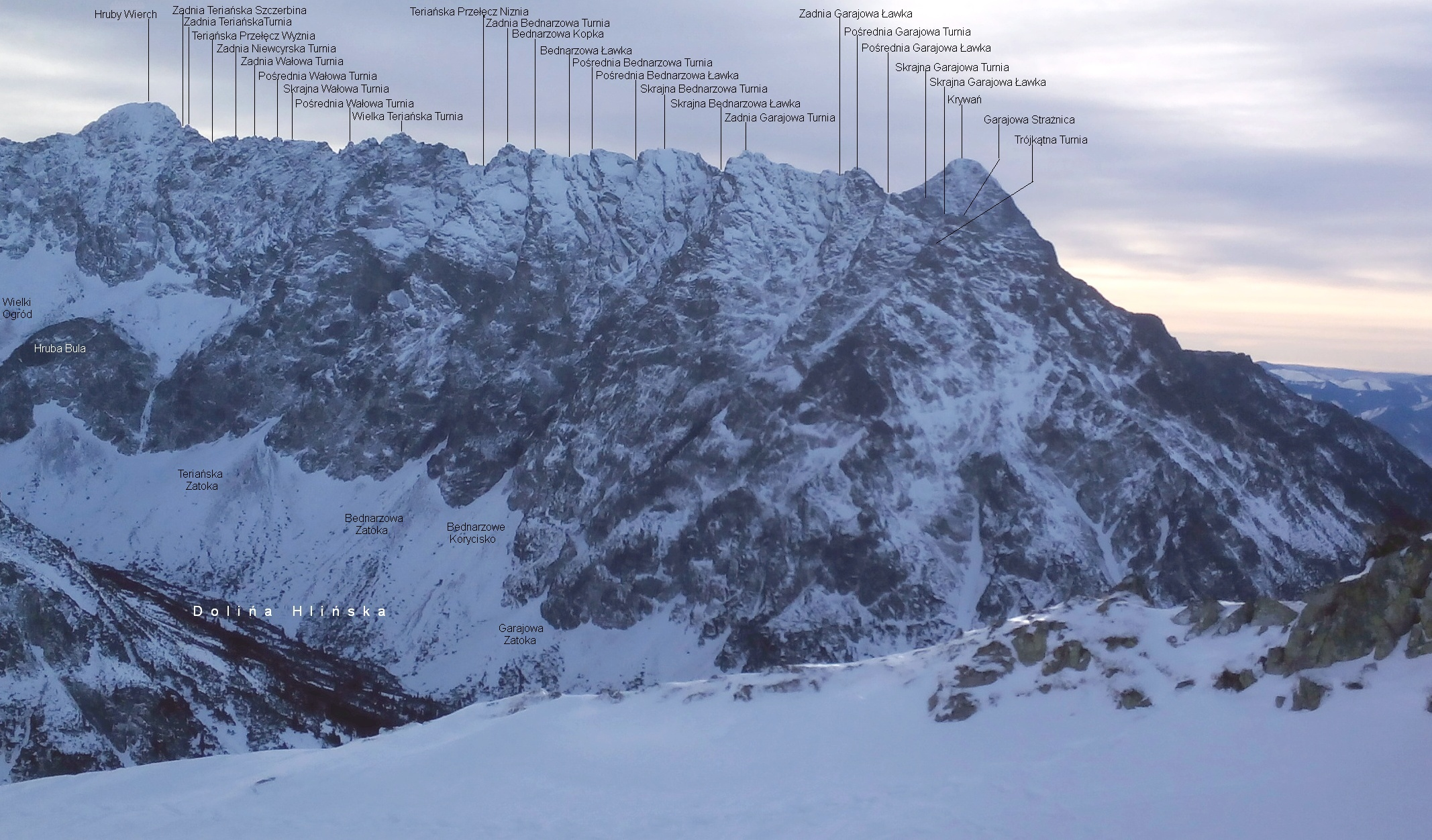
Widok od północy

Trójkątna Turnia – turnia w północno-wschodnich, opadających do dna Doliny Hlińskiej stokach Grani Hrubego w słowackich Tatrach Wysokich. Znajduje się w północno-wschodnim żebrze Garajowej Strażnicy. Na wysokości około 200 m na opadającym z tej turni skalistym ostrzu żebra znajduje się minimalne wcięcie, a poniżej niego Trójkątna Turnia. Ku północy i północnemu wschodowi opadają z niej dwa strome filary, pomiędzy którymi jest urwista ściana o trójkątnym kształcie i wysokości około 120 m. U jej podstawy jest duży trawnik.
Nazwę turni utworzył Władysław Cywiński w 14 tomie przewodnika wspinaczkowego Tatry. Grań Hrubego. Trójkątną Turnią prowadzą taternickie drogi wspinaczkowe:
1. Przez prawe żebro dolnej części ściany i prawy filar Trójkątnej Turni; II, krótki odcinek III w skali tatrzańskiej, czas przejścia 3 godz.
2. Przez środkowe żebro dolnej części ściany i prawy filar Trójkątnej Turni; II-III, 2 miejsca IV, 4 godz.[1]